# Ptinus quadrimaculatus
Ptinus quadrimaculatus là một loài bọ cánh cứng trong họ Ptinidae. Loài này được Melsheimer miêu tả khoa học năm 1846.